# 白庭台
白庭台（しらにわだい）は、奈良県生駒市にある地名。近鉄不動産により開発された新興住宅地である。現行行政地名は白庭台一丁目から白庭台六丁目。郵便番号は630-0136。

## 概観
生駒市によれば2015年（平成27年）9月1日現在、住民基本台帳による人口は5482人である。
最寄り駅は、近鉄けいはんな線白庭台駅。生駒市道5号線（かえで通り）、生駒市道2号線（けやき通り）を中心として広がっている。西側には、同じく近鉄不動産が開発した住宅地「西白庭台」がある。また、南側にある住宅地「あすか野」とは一体となっている。

## 歴史

### 由来
「白庭台」の地名は、古代神話の物部氏の祖、饒速日命に関係する鳥見白庭山に由来する。これは、日本書紀に記載されている。1940年代に以下の状況を根拠に、当時の日本政府からこの地が「白庭山」であるとの認定を受けた。
- この地から北方2km程の場所（磐船神社）に、饒速日命が降臨した際に用いたと伝わる磐船が存在する。
- この地に「白」の字が同じ「白谷」集落があった。

### 地域
1988年（昭和63年）頃から開発が進み、住宅地として知名度が上がった。
街自体は発展途上であるが、都心回帰などの現象がみられるようになったため、入居率は低めである。
開発から19年目の2006年3月27日に近鉄けいはんな線が開通し、白庭台駅ができたことから利便性は高まったが、奈良県内の住民の移住が多く、期待された大阪府内からの人口流入は少なかった。

## 世帯数と人口
2019年（令和元年）10月1日現在の世帯数と人口は以下の通りである。
| 丁目         | 世帯数    | 人口    |
| ------------ | --------- | ------- |
| 白庭台一丁目 | 296世帯   | 742人   |
| 白庭台二丁目 | 212世帯   | 505人   |
| 白庭台三丁目 | 304世帯   | 831人   |
| 白庭台四丁目 | 557世帯   | 1,687人 |
| 白庭台五丁目 | 490世帯   | 1,480人 |
| 白庭台六丁目 | 168世帯   | 490人   |
| 計           | 2,027世帯 | 5,735人 |

### 人口の変遷
国勢調査による人口の推移。
| 1995年（平成7年）  | 1,492人 | [ 5 ] |  |
| 2000年（平成12年） | 1,927人 | [ 6 ] |  |
| 2005年（平成17年） | 2,662人 | [ 7 ] |  |
| 2010年（平成22年） | 4,117人 | [ 8 ] |  |
| 2015年（平成27年） | 5,369人 | [ 9 ] |  |

### 世帯数の変遷
国勢調査による世帯数の推移。
| 1995年（平成7年）  | 424世帯   | [ 5 ] |  |
| 2000年（平成12年） | 563世帯   | [ 6 ] |  |
| 2005年（平成17年） | 825世帯   | [ 7 ] |  |
| 2010年（平成22年） | 1,334世帯 | [ 8 ] |  |
| 2015年（平成27年） | 1,795世帯 | [ 9 ] |  |

### 地価
住宅地の地価は、2023年（令和5年）の国土交通省の土地情報システム公示地価によれば、白庭台２丁目３１００番１８９の地点で12万8000円/m2となっている。

## 事業所
2016年（平成28年）現在の経済センサス調査による事業所数と従業員数は以下の通りである。
| 丁目         | 事業所数 | 従業員数 |
| ------------ | -------- | -------- |
| 白庭台一丁目 | 2事業所  | 1人      |
| 白庭台二丁目 | 9事業所  | 110人    |
| 白庭台三丁目 | 12事業所 | 132人    |
| 白庭台四丁目 | 7事業所  | 63人     |
| 白庭台五丁目 | 2事業所  | 9人      |
| 白庭台六丁目 | 13事業所 | 447人    |
| 計           | 45事業所 | 762人    |

## 交通

### 鉄道
- 近鉄けいはんな線
  - 白庭台駅

### バス
- 奈良交通
  - 上町生駒線
  - ひかりが丘住宅線・白庭台住宅線
  - 生駒ニュータウン線

### 道路
- ならやま大通り

## 施設
- 白庭病院
- Harves  白庭台店